# Episodi di Glitch (prima stagione)
La prima stagione della serie televisiva Glitch, composta da 6 episodi, è stata trasmessa sul canale australiano ABC1 dal 9 luglio al 13 agosto 2015.
In Italia, la stagione è stata interamente pubblicata il 15 ottobre 2016 sul servizio on demand Netflix.
| nº | Titolo originale        | Titolo italiano             | Prima TV Australia | Pubblicazione Italia |
| -- | ----------------------- | --------------------------- | ------------------ | -------------------- |
| 1  | The Risen               | I risorti                   | 9 luglio 2015      | 15 ottobre 2016      |
| 2  | Am I Hell?              | Sono all'Inferno?           | 16 luglio 2015     | 15 ottobre 2016      |
| 3  | Miracle or Punishment   | Miracolo o castigo          | 23 luglio 2015     | 15 ottobre 2016      |
| 4  | There is no Justice     | Non c'è giustizia           | 30 luglio 2015     | 15 ottobre 2016      |
| 5  | The Impossible Triangle | Il triangolo impossibile    | 6 agosto 2015      | 15 ottobre 2016      |
| 6  | There Must be Rules     | Devono esserci delle regole | 13 agosto 2015     | 15 ottobre 2016      |